# ジグ (釣り)

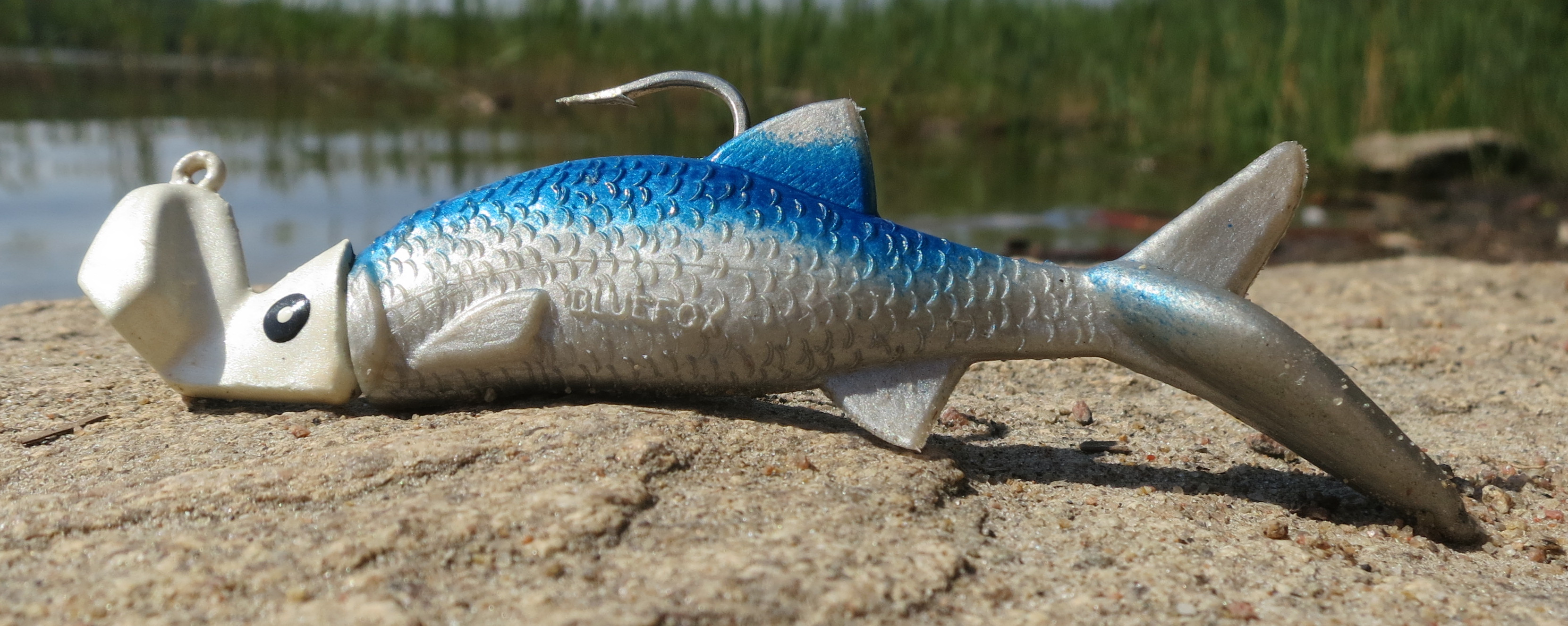
ジグヘッド

ジグ（Jig）は、魚釣りに用いる疑似餌（ルアー）の一種。元の意味は金属のかたまりであるため、金属質であり、沈下速度が速いものが多い。また、重量があって遠くに飛ばしやすいものも多い。
様々な種類があるため、単に「ジグ」とだけいうと、人によっては「メタルジグ」「ラバージグ」などのいずれを指すのか、解釈が異なってしまうこともある。
ジグを用いて行う魚釣りは、ジギングと呼ばれる。
ジグの主な種類は以下の通り。
メタルジグ
淡水海水問わず様々な水域で使用され、数グラムの極小のものから数百グラムの巨大なものまであり、対象となる魚種も豊富である。例えば、淡水だとバスやマスの類、海ならば小型の根魚やアジから、大型のマグロやカンパチ、ヒラマサと多岐に渡る。
テイルスピンジグ
重しとなる金属製の本体の後部に、水をかき回すためのブレードが付いている。スピナーテイルジグ、テイルスピナージグ、テイルスピンベイトなどとも呼ばれる。メタルジグ同様、淡水海水問わずブルーギル、ブラックバス、管理釣り場のトラウト、スズキ、ヒラメ、クロダイなど様々な魚種に使用されている。
ジグヘッド
針と錘が一体化した形状のもの。錘の部分はヘッドと呼ばれ、ラウンドヘッドやアーキーヘッド、アックスヘッドなど様々な形状のものがあり、また、メーカー独自形状のものある。その上針の形状やサイズも多数あるため、数え切れないほど様々な種類が存在する。ただし、単体での利用はまず無く、補助としてソフトルアーを用いる。厳密には釣り針の一種と見た方がよい。
ラバージグ
ジグヘッドにラバースカートを巻いたもの。
フェザージグ
ジグヘッドに鳥の羽毛や動物の毛を巻いたもの。